# Ivors
Ivors est une commune française située dans le département de l'Oise en région Hauts-de-France.

## Géographie

### Description
Ivors est une commune du Valois dans l'Oise comprenant une partie de la Forêt de Retz, limitrophe de l'Aisne, située à 8 km à vol d'oiseau au sud-ouest de Villers-Cotterêts, 9 km à l'ouest de La Ferté-Milon et 10 km au sud-est de Crépy-en-Valois.
La commune d'Ivors comprend une enclave dans la Forêt de Retz, à l'intérieur du territoire de la commune de Coyolles.
Ivors est aisément accessible depuis la route nationale 2, et son accès principal est réalisé par la RD 51.
En 1851, Louis Graves indiquait « cette commute est entourée de trois côtés par la forêt de Retz. Deux, petites enclaves complètes, nommées les Palis. et le Coinfendu, sises vers la limite de Cuvergnon, endépendent. Le chef-lieu, cerné de bois ; est isolé du reste du canton : cette position extra-légale, contraire aux réglemens du cadastre, infiniment nuisible aux, intérêts du pays, subsiste depuis 1789, malgré les réciamations incessantes,de la population.
Le village d'Ivors est sur un terrain sablonneux, à l'origine de la vallée d'Autheuil. Il comprend plusieurs rues assez bien bâlies, larges, alignées, un château, une grosse ferme ».

### Communes limitrophes
Les communes limitrophes sont  Autheuil-en-Valois, Boursonne, Coyolles et Cuvergnon.
|                | Coyolles       | Villers-Cotterêts Aisne |
| Coyolles Aisne | Ivors          | Boursonne               |
| Coyolles Aisne | Coyolles Aisne | Autheuil-en-Valois      |

### Géologie et relief
Ivors se trouve au nord du bassin Parisien, caractérisé par une succession de couches de roches sédimentaires traduisant des reliefs de côte. Son altitude varie de84,4 m à 143,7 m, et une moyenne à l'altitude 114 m. L'espace bâti se trouve globalement à une altitude de 98 m.
Il est situé sur un plateau bartonien, constitué durant l'éocène entre 40,4 et 37,2 millions d'années. On y trouve des limons loessiques du Bartonien moyen, des limons sableux et un ensemble marno-calcaire de Saint-Ouen du Bartonien moyen, des sables de Beauchamp du Bartonien inférieur, des alluvions récentes et des sables soufflés.

### Hydrographie
La commune est située dans le bassin Seine-Normandie. Elle n'est drainée par aucun cours d'eau,.

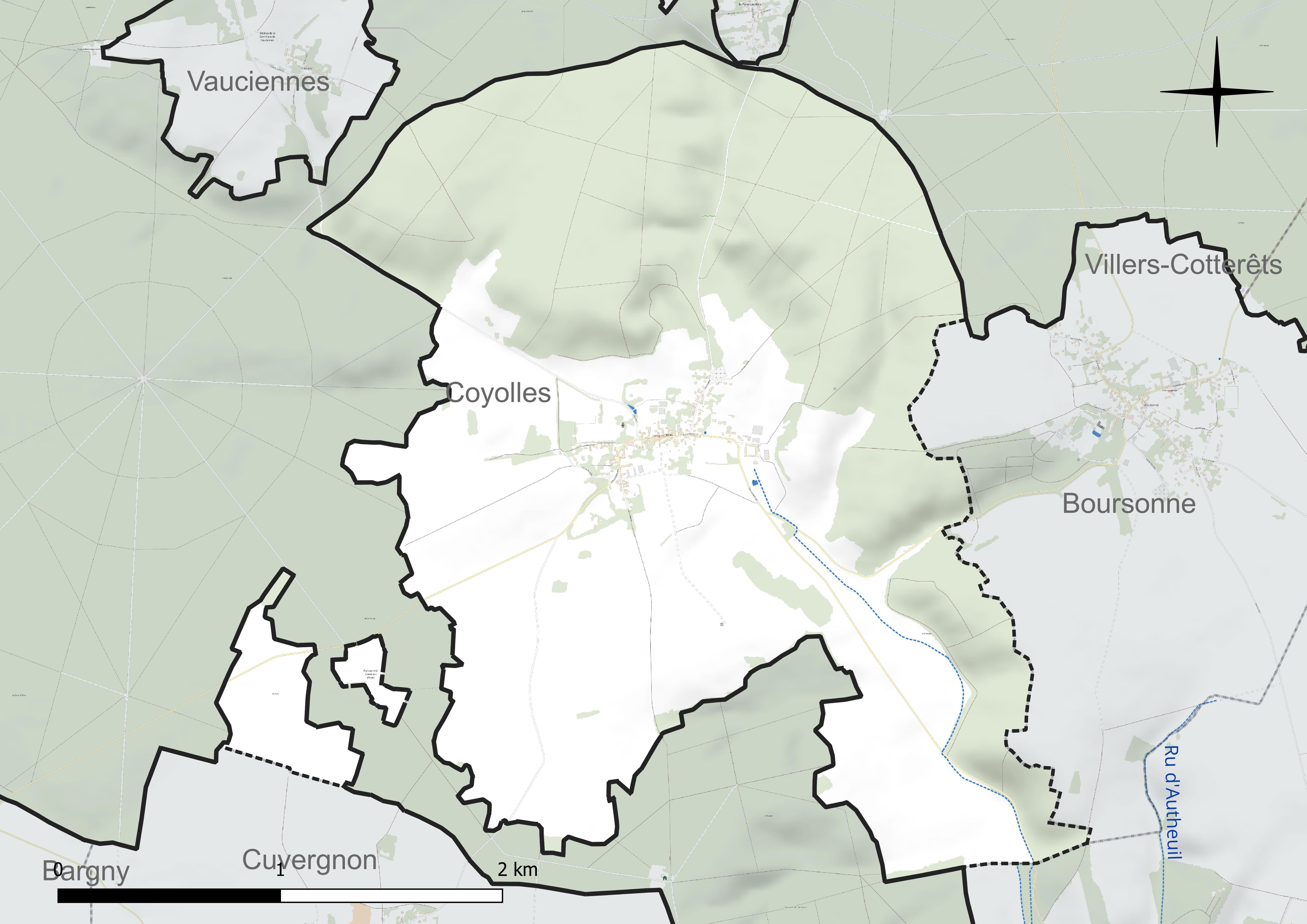
Réseau hydrographique d'Ivors.

### Climat
Pour des articles plus généraux, voir Climat des Hauts-de-France et Climat de l'Oise.
En 2010, le climat de la commune est de type climat océanique dégradé des plaines du Centre et du Nord, selon une étude du CNRS s'appuyant sur une série de données couvrant la période 1971-2000. En 2020, Météo-France publie une typologie des climats de la France métropolitaine dans laquelle la commune est exposée à un climat océanique altéré et est dans la région climatique Nord-est du bassin Parisien, caractérisée par un ensoleillement médiocre, une pluviométrie moyenne régulièrement répartie au cours de l'année et un hiver froid (3 °C).
Pour la période 1971-2000, la température annuelle moyenne est de 10,8 °C, avec une amplitude thermique annuelle de 14,9 °C. Le cumul annuel moyen de précipitations est de 715 mm, avec 11,5 jours de précipitations en janvier et 8,4 jours en juillet. Pour la période 1991-2020, la température moyenne annuelle observée sur la station météorologique la plus proche, située sur la commune du Plessis-Belleville à 22 km à vol d'oiseau, est de 11,4 °C et le cumul annuel moyen de précipitations est de 661,7 mm,. Pour l'avenir, les paramètres climatiques de la commune estimés pour 2050 selon différents scénarios d'émission de gaz à effet de serre sont consultables sur un site dédié publié par Météo-France en novembre 2022.

### Paysages
La commune se trouve dans la sous-entité paysagère de l'Oise dénommée Valois-Multien.
On trouve à Ivors :
- des espaces agricoles, constitués d'espaces cultivés, de pâtures et de superficies toujours en herbe ;
- des espaces forestiers sur près d'un tiers du territoire communal, regroupés au nord et à l'est de celui-ci et notamment constitués de hêtres, où de nombreux animaux trouvent refuge ou alimentation, avec la constitution de corridors écologiques

### Milieux naturels et biodiversité
Le tiers environ des 8,35 km2 du territoire communal est occupé par de la forêt.
Une zone naturelle d'intérêt écologique, faunistique et floristique (ZNIEF) de type I constituée par le massif forestier de la forêts de Retz, s'étend sur la partie nord et est de la commune.

## Urbanisme

### Typologie
Au 1er janvier 2024, Ivors est catégorisée commune rurale à habitat dispersé, selon la nouvelle grille communale de densité à sept niveaux définie par l'Insee en 2022.
Elle est située hors unité urbaine. Par ailleurs la commune fait partie de l'aire d'attraction de Paris, dont elle est une commune de la couronne,.

### Occupation des sols

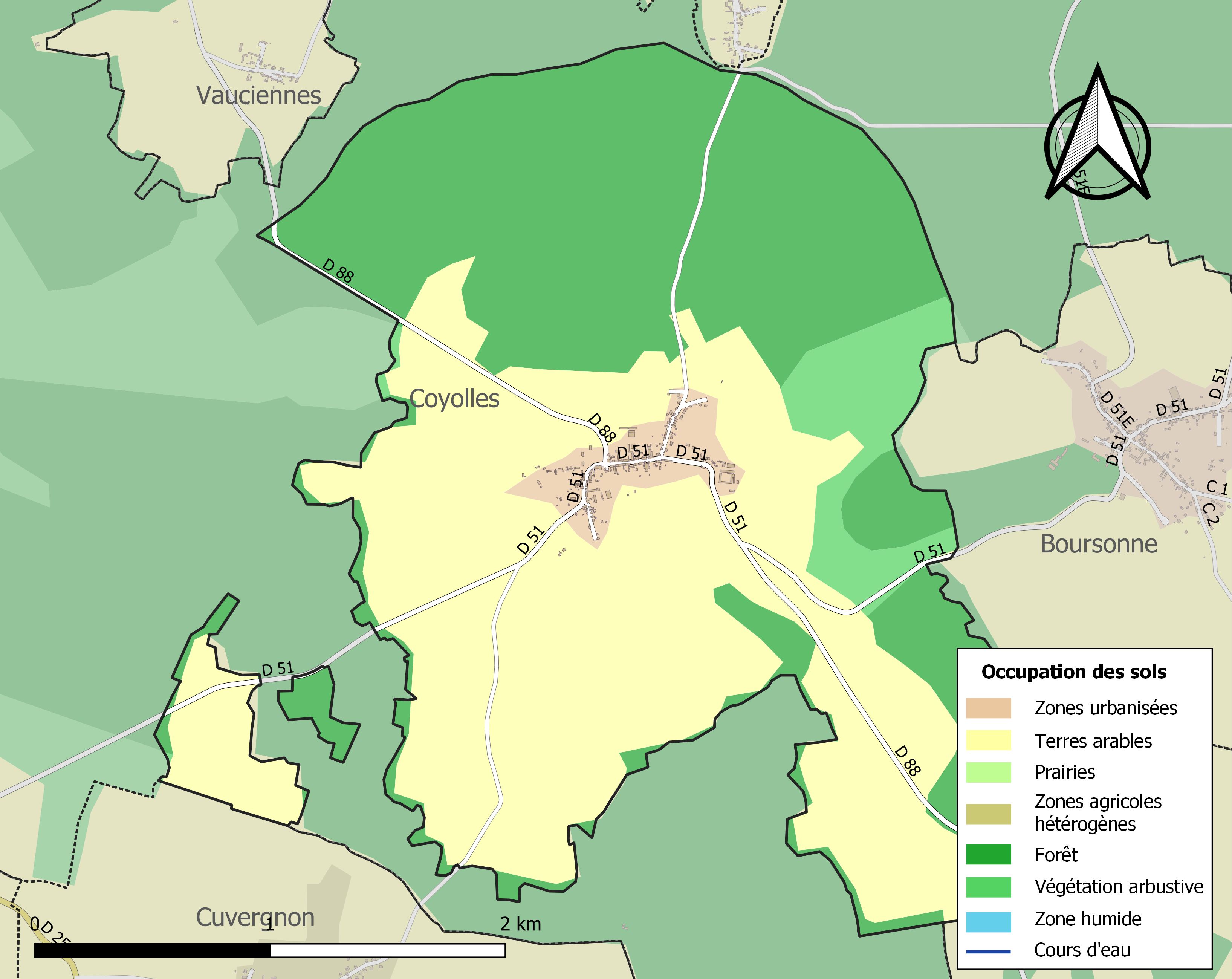
Carte des infrastructures et de l'occupation des sols de la commune en 2018 (CLC).

L'occupation des sols de la commune, telle qu'elle ressort de la base de données européenne d'occupation biophysique des sols Corine Land Cover (CLC), est marquée par l'importance des territoires agricoles (49 % en 2018), une proportion identique à celle de 1990 (49 %). La répartition détaillée en 2018 est la suivante :
terres arables (49 %), forêts (42,5 %), milieux à végétation arbustive et/ou herbacée (5,4 %), zones urbanisées (3,2 %). L'évolution de l'occupation des sols de la commune et de ses infrastructures peut être observée sur les différentes représentations cartographiques du territoire : la carte de Cassini (XVIIIe siècle), la carte d'état-major (1820-1866) et les cartes ou photos aériennes de l'IGN pour la période actuelle (1950 à aujourd'hui).

### Habitat et logement
En 2018, le nombre total de logements dans la commune était de 118, alors qu'il était de 114 en 2013 et de 102 en 2008.
Parmi ces logements, 86,2 % étaient des résidences principales, 3,5 % des résidences secondaires et 10,4 % des logements vacants. Ces logements étaient pour 86,4 % d'entre eux des maisons individuelles et pour 11,9 % des appartements.
Le tableau ci-dessous présente la typologie des logements à Ivors en 2018 en comparaison avec celle de l'Oise et de la France entière. Une caractéristique marquante du parc de logements est ainsi une proportion de résidences secondaires et logements occasionnels (3,5 %) supérieure à celle du département (2,5 %) mais inférieure à celle de la France entière (9,7 %). Concernant le statut d'occupation de ces logements, 69,6 % des habitants de la commune sont propriétaires de leur logement (76 % en 2013), contre 61,4 % pour l'Oise et 57,5 % pour la France entière.
| Typologie                                               | Ivors | Oise | France entière |
| ------------------------------------------------------- | ----- | ---- | -------------- |
| Résidences principales (en %)                           | 86,2  | 90,4 | 82,1           |
| Résidences secondaires et logements occasionnels (en %) | 3,5   | 2,5  | 9,7            |
| Logements vacants (en %)                                | 10,4  | 7,1  | 8,2            |

### Voies de communication et transports
La commune est desservie, en 2023, par la ligne 6431 du réseau interurbain de l'Oise.

### Risques naturels et technologiques
La commune est soumise à une sismicité négligeable mais non nulle.

## Toponymie
La localité est attestée souls les noms de Ivortium (1219), Ivor, Yvort, Yvors
Ivors est un toponyme de la même catégorie que Gisors, du gaulois eburo- ou ivo- « if » et du suffixe atone -etius ou eto-, ce suffixe semble avoir été utilisé essentiellement pour créer des dérivés de noms d'arbres : auquel cas Ivortio en 1185 serait un « bois d'ifs » plutôt qu'un domaine d'Eburos.

## Histoire

### Ancien Régime
Louis Graves indiquait au milieu du XIXe siècle « Ivors a commencé par faire partie du domaine royal, on ne sait à quel titre. La seigneurie a passé avec le teins aux comtes de Crépy, qui en transmirent la propriété en même tems que celle de Cuvergnon à leurs officiers désignés sous la dénomination de burgares..Ceux-ci bâtirent un château dont les seigneurs de Billy-sur-Ourcq firent l'acquisition à ta fin du treizième siècle. La terre resta dans cette maison jusque vers le milieu du seizième siècle, que ;Marie de Billy l'apporta en dot à Jean de Nicolaï, premier président de la chambre des comptes de Paris. Une seconde alliance fit passer temporairement ce domaine au duc de Mortemart. 
Il appartient encore à la maison de Nicolaï. La terre avait le titre de marquisat avec haute, moyenne et basse justice.
 Le roi Philippe-le-Bel était le deux novembre 1307 au château d'Ivors.
Il y était encore; le vingt-six octobre suivant, venant de Pierrefonds et allant à La Ferté-Milon ; il y resta deux jours ».
La seigneurie d'Ivors XIVe-XVIe siècle
Au début du XIVe siècle, la seigneurie d'Yvor est entre les mains de Jean, seigneur d'Yvor, marié avant 1301 avec Nicole de Néry. Elle passe par sa petite-fille, Marguerite, dans la maison de Billy, par son mariage avec Philippe de Billy, chevalier, seigneur de Mauregard, qui vivait en 1331.
Pendant la deuxième partie de la Guerre de Cent Ans, les membres de la maison de Billy sont majoritairement dans le parti anglo-bourguignon. Un arrière-petit-fils, Jean de Billy, était en 1428 seigneur d'Yvor, mineur et page du duc de Bedford, régent du royaume de France pour le roi de France et d'Angleterre, Henri VI. Décédé sans enfants, Yvor passe à l'un des descendants de son oncle Antoine de Billy, Perceval II de Billy, décédé en 1507.
Son fils, François, baron de Courville et seigneur d'Yvor, est maître général des Eaux et Forêts du duché de Valois à partir de 1515.
Une de ses petites-filles, Marie de Billy, est mariée à l'âge de 12 ans le 22 janvier 1578 avec Jean II de Nicolaï, premier président de la Chambre des comptes, auquel elle apporte le seigneurie d'Ivors.

### Époque contemporaine
Au milieu du XIXe siècle, la population est essentiellement constituée de bucherons.

## Politique et administration

### Rattachements administratifs et électoraux

#### Rattachements administratifs
La commune se trouve dans l'arrondissement de Senlis du département de l'Oise.
Elle faisait partie depuis 1802 du canton de Betz. Dans le cadre du redécoupage cantonal de 2014 en France, cette circonscription administrative territoriale a disparu, et le canton n'est plus qu'une circonscription électorale.

#### Rattachements électoraux
Pour les élections départementales, la commune fait partie depuis 2014 du canton de Nanteuil-le-Haudouin
Pour l'élection des députés, elle fait partie de la quatrième circonscription de l'Oise.

### Intercommunalité
Ivors est membre de la communauté de communes du Pays de Valois, un établissement public de coopération intercommunale (EPCI) à fiscalité propre créé en 1996 et auquel la commune a transféré un certain nombre de ses compétences, dans les conditions déterminées par le code général des collectivités territoriales.

### Liste des maires
| Période                                  | Période                   | Identité       | Étiquette | Qualité                                           |
| ---------------------------------------- | ------------------------- | -------------- | --------- | ------------------------------------------------- |
| Les données manquantes sont à compléter. |                           |                |           |                                                   |
|                                          |                           |                |           |                                                   |
| avant 1988                               | mars 2008                 | Jean Delacroix | FN        | Agriculteur                                       |
| mars 2008                                | En cours (au 6 juin 2023) | Michel Collard | DVD       | agent de maitrise Réélu pour le mandat 2020-2026, |

## Équipements et services publics

### Eau et déchets
L'adduction d'eau et l'assainissement des eaux usées est réalisé en 2011 par la SAUR.
En 2011, la collecte des ordures ménagère est réalisée par le syndicat mixte de la vallée de l'Oise (SMVO) et valorisés à Villers-Saint-Paul.

### Enseignement
En 2011, les enfants de la commune sont scolarisés avec ceux de Boursonne et d'Autheuil-en-Valois dans le cadre d'un regroupement pédagogique intercommunal

## Population et société

### Démographie

#### Évolution démographique
L'évolution du nombre d'habitants est connue à travers les recensements de la population effectués dans la commune depuis 1793. Pour les communes de moins de 10 000 habitants, une enquête de recensement portant sur toute la population est réalisée tous les cinq ans, les populations de référence des années intermédiaires étant quant à elles estimées par interpolation ou extrapolation. Pour la commune, le premier recensement exhaustif entrant dans le cadre du nouveau dispositif a été réalisé en 2006.

En 2022, la commune comptait 255 habitants, en stagnation par rapport à 2016 (Oise : +0,87 %, France hors Mayotte : +2,11 %).
| 1793 | 1800 | 1806 | 1821 | 1831 | 1836 | 1841 | 1846 | 1851 |
| ---- | ---- | ---- | ---- | ---- | ---- | ---- | ---- | ---- |
| 408  | 369  | 371  | 345  | 373  | 373  | 395  | 404  | 407  |

| 1856 | 1861 | 1866 | 1872 | 1876 | 1881 | 1886 | 1891 | 1896 |
| ---- | ---- | ---- | ---- | ---- | ---- | ---- | ---- | ---- |
| 389  | 406  | 423  | 387  | 409  | 423  | 349  | 313  | 339  |

| 1901 | 1906 | 1911 | 1921 | 1926 | 1931 | 1936 | 1946 | 1954 |
| ---- | ---- | ---- | ---- | ---- | ---- | ---- | ---- | ---- |
| 306  | 285  | 248  | 220  | 245  | 217  | 243  | 279  | 229  |

| 1962 | 1968 | 1975 | 1982 | 1990 | 1999 | 2006 | 2011 | 2016 |
| ---- | ---- | ---- | ---- | ---- | ---- | ---- | ---- | ---- |
| 221  | 215  | 208  | 163  | 198  | 211  | 228  | 249  | 255  |

| 2021 | 2022 | - | - | - | - | - | - | - |
| ---- | ---- | - | - | - | - | - | - | - |
| 256  | 255  | - | - | - | - | - | - | - |

#### Pyramide des âges
La population de la commune est relativement jeune.
En 2018, le taux de personnes d'un âge inférieur à 30 ans s'élève à 38,8 %, soit au-dessus de la moyenne départementale (37,3 %). À l'inverse, le taux de personnes d'âge supérieur à 60 ans est de 20,0 % la même année, alors qu'il est de 22,8 % au niveau départemental.
En 2018, la commune comptait 135 hommes pour 120 femmes, soit un taux de 52,94 % d'hommes, largement supérieur au taux départemental (48,89 %).
Les pyramides des âges de la commune et du département s'établissent comme suit.
| Hommes | Classe d’âge | Femmes |
| ------ | ------------ | ------ |
| 1,5    | 90 ou +      | 0,8    |
| 3,7    | 75-89 ans    | 8,3    |
| 12,6   | 60-74 ans    | 13,3   |
| 20,7   | 45-59 ans    | 17,5   |
| 20,0   | 30-44 ans    | 24,2   |
| 16,3   | 15-29 ans    | 15,0   |
| 25,2   | 0-14 ans     | 20,8   |

| Hommes | Classe d’âge | Femmes |
| ------ | ------------ | ------ |
| 0,5    | 90 ou +      | 1,4    |
| 5,5    | 75-89 ans    | 7,6    |
| 15,6   | 60-74 ans    | 16,3   |
| 20,8   | 45-59 ans    | 20     |
| 19,4   | 30-44 ans    | 19,4   |
| 17,6   | 15-29 ans    | 16,2   |
| 20,6   | 0-14 ans     | 19,1   |

## Économie
Ivors est un village rural où l'activité agricole est importante. Selon le recensement général agricole de 2000, 396 des 835 hectares de la commune sont des terres labourables cultivées. En 2011, deux exploitations agricoles sont localisées dans la commune, Ces exploitations concernent à la fois des grandes cultures et de la polyculture.
Moins de 6 % des habitants travaillent dans la commune en 2020. Les principaux lieux d'emplois des habitants sont en 2006 Compiègne, Soissons, Meaux et Roissy-en-France

## Culture locale et patrimoine

### Lieux et monuments
Ferme Saint Georges

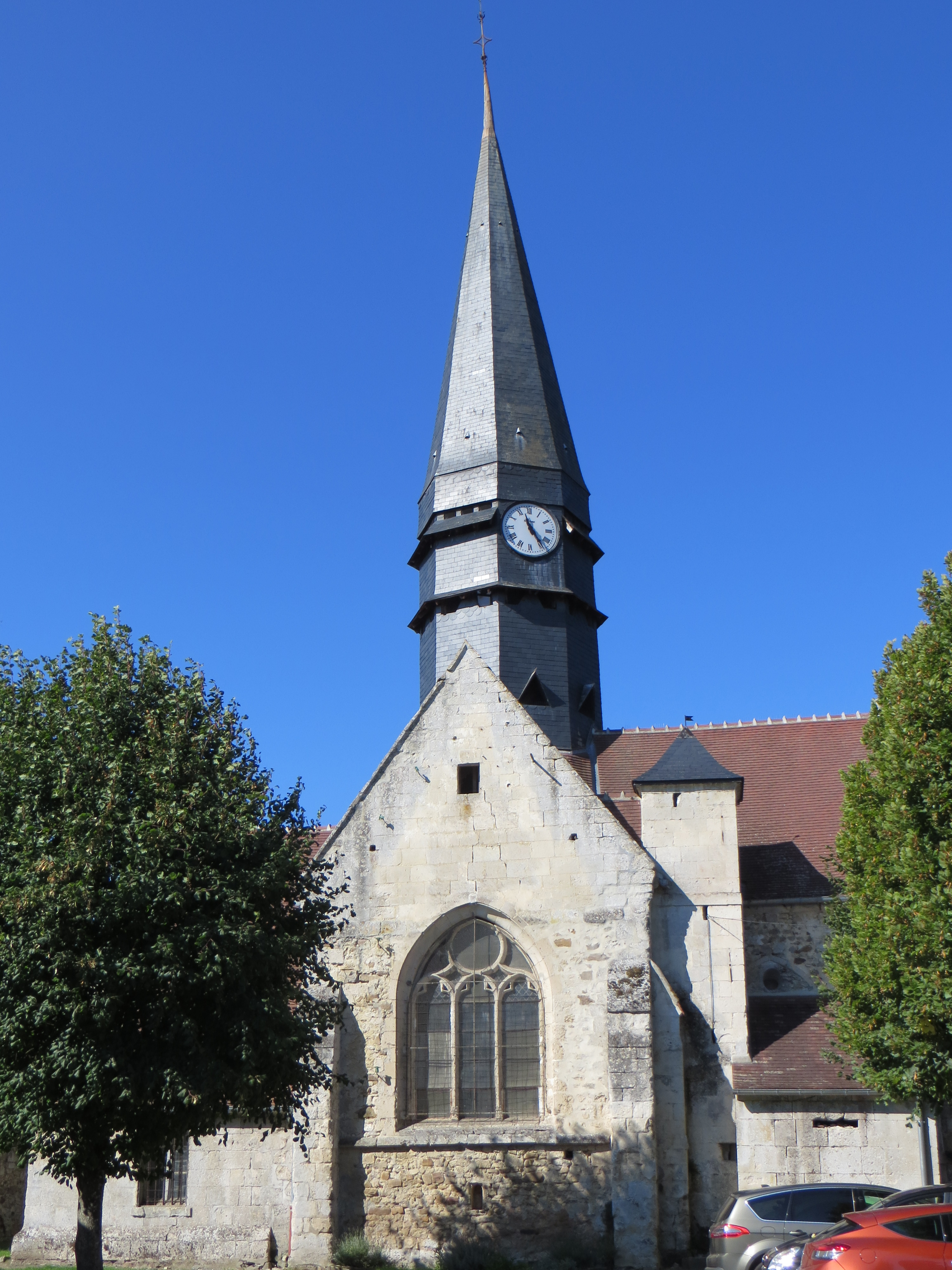
Église Saint-Étienne - Cloche de l'église sonnant la demie : Fichier:Ivors - Cloche de l'église Saint-Étienne.ogg

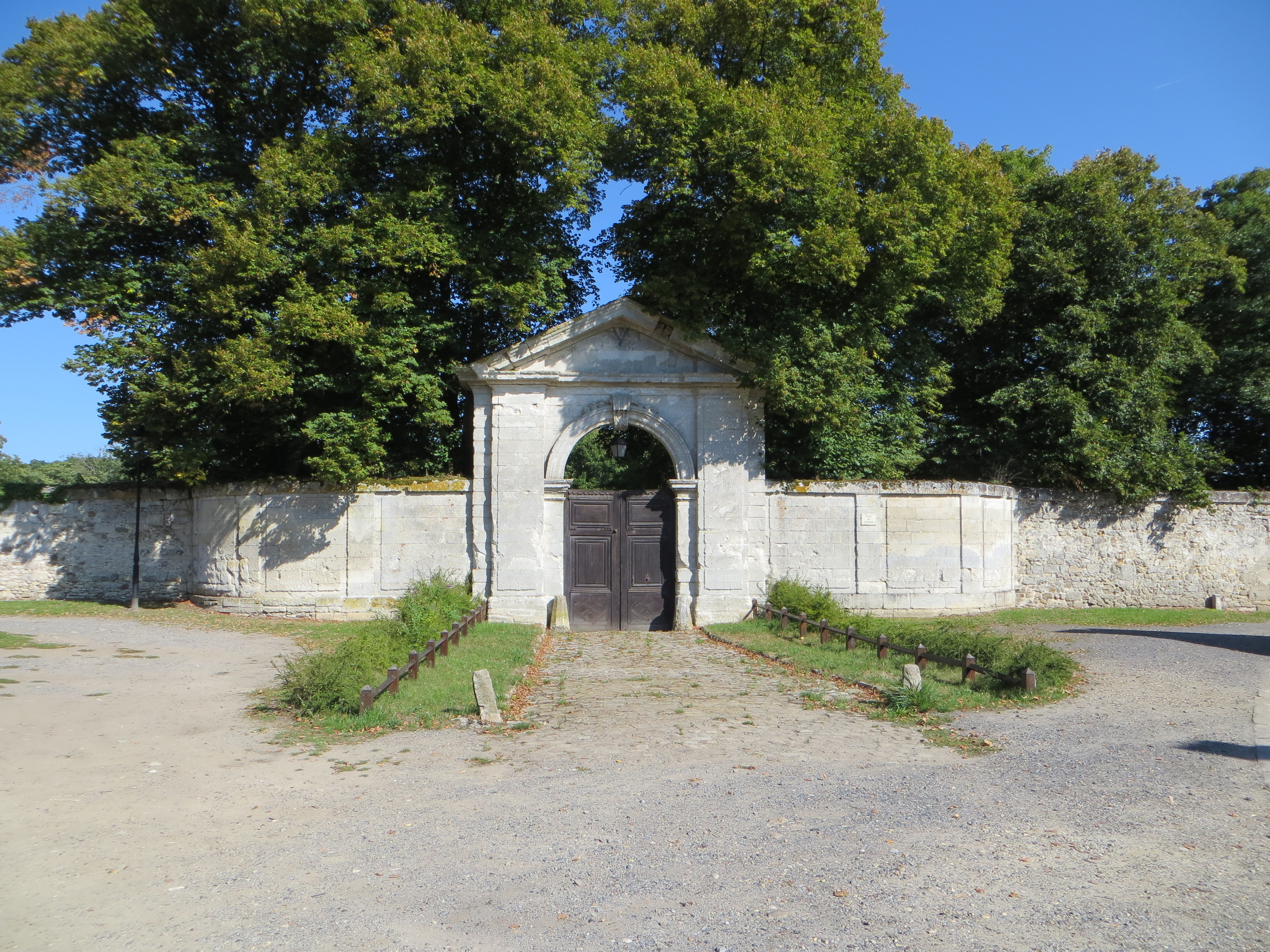
Portail classé de l'ancien château.

- Église Saint-Étienne, du troisième quart du XIIe siècle (mur sud de la nef, chœur), avec forts remaniements au XVIe siècle (adjonction de deux chapelles de style gothique tardif) et agrandissement ultérieur de la nef[30],[31].
- Le portail de l'ancien château des XVIIe et XVIIIe siècles, située place du Château est classé aux monuments historiques[32].
- Une maison inspirée d'une villa romaine

## Pour approfondir